# Die Wärterin
Die Wärterin (Originaltitel Vogter, englischsprachiger Festivaltitel Sons) ist ein Thriller von Gustav Möller, der im Februar 2024 bei den Internationalen Filmfestspielen Berlin seine Premiere feierte, wo der Film im Wettbewerb gezeigt wurde. Im September 2024 kam er in die dänischen Kinos. Der Kinostart in Deutschland erfolgte im Februar 2025. In den Hauptrollen der Koproduktion von Dänemark und Schweden sind Sidse Babett Knudsen, Sebastian Bull und Dar Salim zu sehen.

## Handlung
Eva Hansen arbeitet in einem dänischen Gefängnis in einer Abteilung mit der Bezeichnung Vester 5 mit einer niedrigen Sicherheitsstufe. Sie ist freundlich zu den Insassen, und diese mögen sie. Sie leitet auch den Yogakurs in dem Gefängnis, bei dem die Insassen lernen sollen, mit ihrer Wut umzugehen.
Eines Tages erkennt sie in einem der Neuankömmlinge den Mörder ihres Sohnes wieder. Eva wird von ihren Emotionen übermannt. Ohne ihr Geheimnis preiszugeben, bittet Eva darum, in die Abteilung des jungen Mannes verlegt zu werden, in den Hochsicherheitstrakt. Sein Name ist Mikkel Iverson, und man hat ihm die Zelle M017 zugewiesen. Der 21 Jahre alte Mann ist am ganzen Körper tätowiert und wurde zu 16 Jahren verurteilt. Er musste bereits zuvor eine Haftstrafe verbüßen und ist dort mit einem Messer auf den 19-Jährigen Simon Hansen losgegangen, den Sohn von Eva, und hat ihn dabei tödlich verletzt.

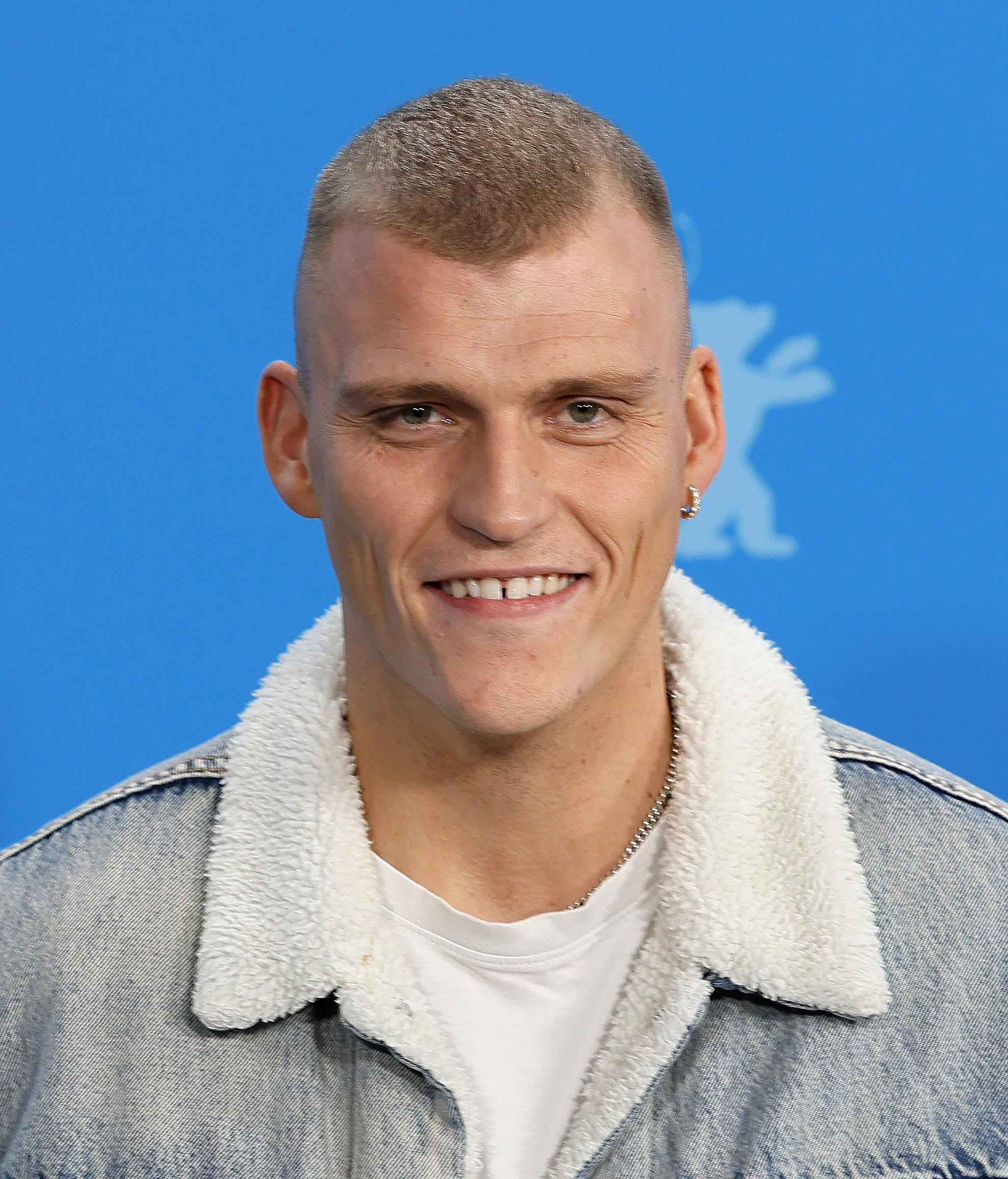
Sebastian Bull spielt Mikkel

Eva beginnt, Mikkel das Leben im Gefängnis schwer zu machen, und es bieten sich allerlei Gelegenheiten hierfür. Sie wirft beim Sortieren der Gefängnispost die Geburtstagskarte seiner Mutter einfach in den Papierkorb, verweigert ihm seine Zigarettenration und ignoriert seine nächtliche Bitte nach einem Toilettengang. Beim Öffnen seiner Zelle bewirft Mikkel am nächsten Morgen Eva und ihren Kollegen mit seinen Exkrementen. Er wird zur Strafe mit einem Schlauch abgespritzt und erhält eine Woche Einzelhaft.
Als Eva von einer anstehenden anstaltsweiten Drogen- und Waffenrazzia in den Zellen der Gefangenen erfährt, platziert sie in Mikkels Zelle ein Messer und Drogen. Ein Hund schlägt bei der Durchsuchung an, und als man seine Zellentür öffnet, steht der aufgebrachte Mikkel mit dem Messer und Amphetaminen in den Händen vor ihnen. Übereifrig springt Eva in die Zelle und schlägt ihm mit ihrem Knüppel auf den Schädel. Mikkel muss schwerverletzt auf die Krankenstation.
Seine Anwältin befragt in der Folge dieses Vorfalls Eva und den Leiter des Hochsicherheitstrakts Rami, der aussagt, seine Kollegin habe korrekt gehandelt. Die Anwältin erklärt Mikkel, es stehe ihm dennoch frei, Eva wegen gefährlicher Körperverletzung anzuzeigen, was eine Gefängnisstrafe für sie nach sich ziehen könnte. Mikkel droht Eva, dies zu tun, sollte sie ihm nicht einige Gefälligkeiten erweisen. Er will die Schule der Anstalt besuchen und an dem Yogakurs teilnehmen. Eva besorgt ihm auch seine Lieblingszigaretten. Schließlich bringt er Eva dazu, sich für ihn einzusetzen, sechs Stunden begleiteten Ausgang zu erhalten, um seine Mutter zu besuchen und einen Spaziergang in der Natur unternehmen zu können.
Der Besuch bei der Mutter verläuft für alle Beteiligten nicht wie gedacht. Mikkel würde die Zeit lieber alleine in seinem alten Zimmer verbringen, als sich mit ihr bei Kaffee und Kuchen zu unterhalten. Nachdem ihn die Mutter dafür lobt, dass er die Schule besucht und Yoga macht, provoziert er Eva, indem er seiner Mutter erzählt, dass er von Eva geschlagen wurde. Die Mutter entpuppt sich als autoritär, indem sie ihrem Sohn verbietet, in sein Zimmer zu gehen und ihm befiehlt, vom Kuchen zu essen, den er ihr daraufhin ins Gesicht schmiert. Eigentlich war der ermöglichte Besuch der letzte Gefallen, den ihm Eva tun sollte. Als er jedoch von seiner früheren Peinigerin fordert, nun für ihn ein ganzes Wochenende Freigang zu beantragen und sich für seine Verlegung aus dem Hochsicherheitstrakt nach Vester 5 einzusetzen, erzählt Eva ihm, dass sie die Mutter von Simon ist, den er getötet hat. Mikkel flüchtet und wird von Eva und ihrem Kollegen verfolgt. Eva findet den gestürzten Mikkel bewusstlos auf dem Boden liegend und drückt sein Gesicht tief in den Waldboden. Als ihr Kollege hinzukommt, lässt sie von ihm ab. Nach der gemeinsamen Rückkehr ins Gefängnis lässt sie sich in ihren früheren Trakt zurückverlegen.

## Produktion

### Regie und Drehbuch
Regie führte Gustav Möller. Es handelt sich bei Vogter um den zweiten Spielfilm des schwedisch-dänischen Regisseurs nach dem Filmdrama The Guilty von 2018. Gemeinsam mit Emil Nygaard Albertsen schrieb Möller auch das Drehbuch für den Film. Mit ihm arbeitete er bereits für The Guilty zusammen. Möller hegt nach eigenen Aussagen eine langjährige Faszination für Gefängnisse. Er empfindet sie als sehr starke filmische Arena, mit extremen Figuren, klaren Regeln und einer starken Machtdynamik, als einen Ort voller Symbolik und Archetypen und damit sehr stark für das Erzählen einer Geschichte.

### Besetzung und Synchronisation

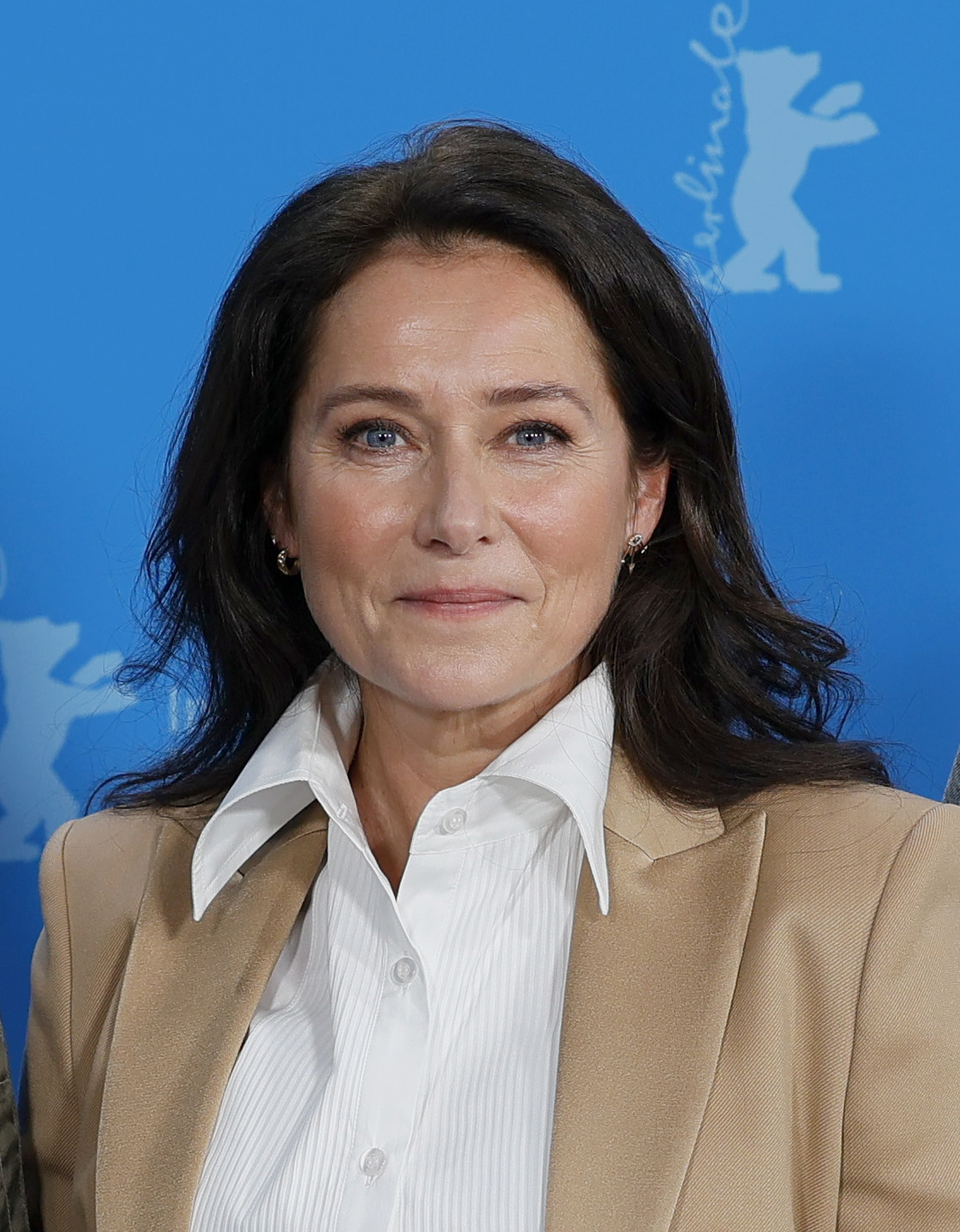
Sidse Babett Knudsen spielt in der Hauptrolle die Gefängnisbeamtin Eva Hansen

Die dänische Schauspielerin Sidse Babett Knudsen, bekannt aus Filmen wie Das Rätsel, Wildland und Club Zero, spielt in der Hauptrolle die Gefängnisbeamtin Eva Hansen. Sebastian Bull spielt Mikkel, den Mörder ihres Sohnes und neuen Häftling im Gefängnis. Er war bereits in dem Film 9. April – Angriff auf Dänemark von Roni Ezra in einer Hauptrolle zu sehen und spielte in verschiedenen Fernsehserien. Dar Salim spielt Rami, den Leiter des Hochsicherheitstraktes, und Olaf Johannessen den Anstaltsleiter. Jacob Lohmann ist in der Rolle des Gefängnisgeistlichen zu sehen, dem Eva erzählt, was für eine schlechte Mutter sie war. Siir Tilif spielt Mikkels Anwältin und Marina Bouras seine Mutter Helle.
Die deutsche Synchronisation entstand nach einem Dialogbuch und der Dialogregie von Angelika Scharf im Auftrag der Synch! Synch! Kino- & TV-Synchronisation GmbH in Hamburg. Christin Marquitan leiht in der deutschen Fassung Knudsen in der Rolle von Eva ihre Stimme und Thomas Schmuckert Salim in der Rolle von Rami.

### Dreharbeiten und Filmmusik
Die Dreharbeiten fanden größtenteils in einem Gefängnis in Vridsløselille am Stadtrand von Kopenhagen statt, das 2018 geschlossen wurde.
Weitere Aufnahmen entstanden im unterirdischen Tunnelsystem eines Krankenhauses und in einer stillgelegten Fabrik. Auch mit dem dänischen Kameramann Jasper Spanning arbeitete Möller bereits für The Guilty zusammen.
Die Filmmusik komponierte der Schwede Jon Ekstrand, der zuletzt für Daniél Espinosas Horrorfilm Morbius und Milad Alamis Spielfilm Motståndaren tätig war. Das Soundtrack-Album mit insgesamt sechs Musikstücken wurden Mitte September 2024 von OONA im Extended Play als Download veröffentlicht.

### Veröffentlichung
Die Premiere fand am 22. Februar 2024 bei den Internationalen Filmfestspielen Berlin statt, wo der Film im Wettbewerb gezeigt wurde. Im März 2024 wurde er beim Vilnius International Film Festival vorgestellt. Im April 2024 wurde er beim Reims Polar crime-film festival gezeigt. Im Juni 2024 wurde er beim Transilvania International Film Festival vorgestellt. Im August 2024 wurde er beim New Zealand International Film Festival und beim Norwegischen Filmfestival in Haugesund gezeigt. Am 12. September 2024 kam der Film in die dänischen Kinos. Im November 2024 wurde er beim Internationalen Filmfestival von Stockholm gezeigt. Im Januar 2025 wurde Sons beim Palm Springs International Film Festival vorgestellt und im Februar 2025 beim Santa Barbara Film Festival. Der Kinostart in Deutschland war am 20. Februar 2025.

## Rezeption

### Altersfreigabe und Kritiken
In Deutschland wurde der Film von der FSK ab 16 Jahren freigegeben. In der Begründung heißt es, der Film habe eine eindringliche Grundatmosphäre und enthalte einige Szenen mit drastischer körperlicher Gewalt sowie Situationen, in denen der Häftling von der Wärterin gequält und gedemütigt wird. Auch komme es häufig zu sexualisierter und derb beleidigender Sprache.
Von den bei Rotten Tomatoes aufgeführten Kritiken sind 80 Prozent positiv.

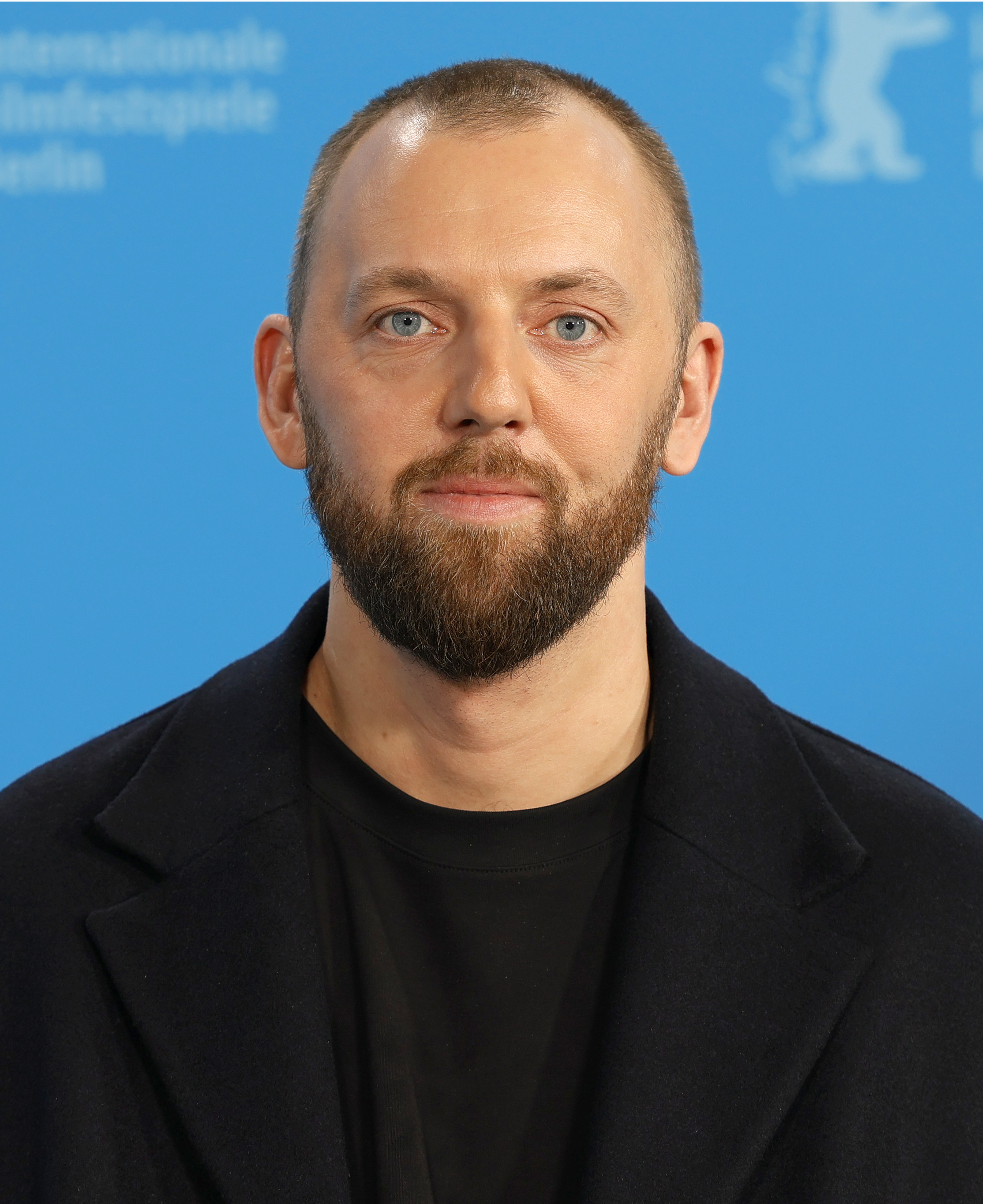
Regisseur Gustav Möller

Patrick Wellinski von Deutschlandfunk Kultur sagt über den Film, Gustav Möller interessiere sich sehr für die beiden sehr unterschiedlichen Figuren, wie sie sich im Gegenüber immer wieder täuschen und ein Spiel von Anziehung und Abstoßung spielen. Es gehe in Vogter ums Eingemachte, und der Film teste das Spannungsfeld zwischen den beiden aus, in dem sich die Machtverhältnisse immer wieder ändern. Möller sperre den Zuschauer ebenfalls ein, mit der verengten Leinwand, könne kaum atmen. Zum Sounddesign bemerkt Wellinski, mit den Schreien und Schlägen sei dieses von einer extremen Drastik, dass man kaum zu schlucken wage, wodurch Möller eine beklemmende Stimmung schaffe, die er als „audiovisuellen Sadismus“ bezeichnet. Sidse Babett Knudsens blaue Augen seien hier in der Rolle von Eva verdunkelt, verbittert und gewaltvoll, und die Schauspielerin zeige, was in ihrer Figur Eva vor sich geht und wie diese Mikkel hasst. Aber auch Sebastian Bull als Mikkel sei exzellent.
Gunnar Decker zeigt sich im nd schockiert durch die Detailgenauigkeit, mit der Regisseur Möller den dauerhaft emotionalen Ausnahmezustand der Gefangenen und ihrer Bewacher im Hochsicherheitstrakt in Szene setzt. Die Erkenntnis, dass manchmal weder den Opfern noch den Tätern geholfen werden kann, sei schwer zu ertragen, gehöre aber zum Gefängnis als hochtechnisierten und mythischen Ort, der bei allen Beteiligten Beklemmungen auslöse.

### Auszeichnungen
Brussels International Film Festival 2024
- Nominierung im Internationalen Wettbewerb[18]

Hong Kong International Film Festival 2024
- Auszeichnung als Bester Film im Internationalen Wettbewerb[19]

Internationale Filmfestspiele Berlin 2024
- Nominierung im Wettbewerb um den Goldenen Bären[20]

Internationales Filmfestival von Stockholm 2024
- Nominierung im Wettbewerb[21]

Reims Polar crime-film festival 2024
- Auszeichnung in der Sektion Sang Neuf[22]